# Amonil
Amonil Slobozia este un combinat producător de îngrășăminte chimice din România.
A fost înființată în 1969, iar din anul 1983 a devenit cel mai mare producător de uree din România.
În prezent, principalii acționari ai companiei sunt Zalois Ltd, din insulele Belize, cu 32,19% din capitalul social, Jovline Ltd, cu 18,22%, în timp ce Salink Limited are o participație de 13,54%.
De asemenea, firma Eurom Trade & Invest deține 5,07% din acțiuni.
Titlurile companiei se tranzacționează la categoria a doua a Bursei de Valori București, sub simbolul AMO.
În 2010 combinatul a fost executat silit din cauza datoriilor, iar activele au fost adjudecate de Ioan Niculae prin intermediul firmei Chemgas Holding.
După arestarea patronului Ioan Niculae, în mai 2015, combinatul a fost închis, iar acum după eliberarea condiționată a acestuia, combinatul a fost redeschis pe 13 noiembrie 2017, însă închis la scurt timp, din cauza neplății datoriilor. Chemgas Holding are în prezent datorii de peste 80 de milioane de euro. După câteva tentative eșuate, combinatul chimic a fost pornit în luna august 2019 și la momentul de față, operează normal, în ciuda apraturii învechite, cauzate de lipsa investițiilor.
Număr de angajați:
- 2010: 740[4]
- 1999: 854[4]

Cifra de afaceri:
- 2011: 19,3 milioane euro[4]
- 2008: 216,8 milioane lei (58,9 milioane euro)[3]
- 2007: 87 milioane lei[5]